# Женская литература
Женская литература (англ. Women's fiction) — общий термин для обозначения книг, которые ориентированы на читательниц, и включает в себя в частности любовные романы. Женскую литературу следует отличать от женского писательства, которое означает литературу, написанную женщинами (а не предназначенную специально для женщин). Соответствующего сопоставимого термина для художественных произведений, ориентированных на мужчин, в русском языке не существует.
Организация "Romance Writers of America" определяет женскую литературу так: 

«Предназначенный для продажи роман про женщин на грани изменения жизни и личностного роста. Её путешествие подробно отображает эмоциональные размышления, а также её действия, которые трансформируют её и её отношения с другими людьми, и включает в себя обнадёживающее/оптимистическое окончание относительно её романтических отношений».